# رقص حباب

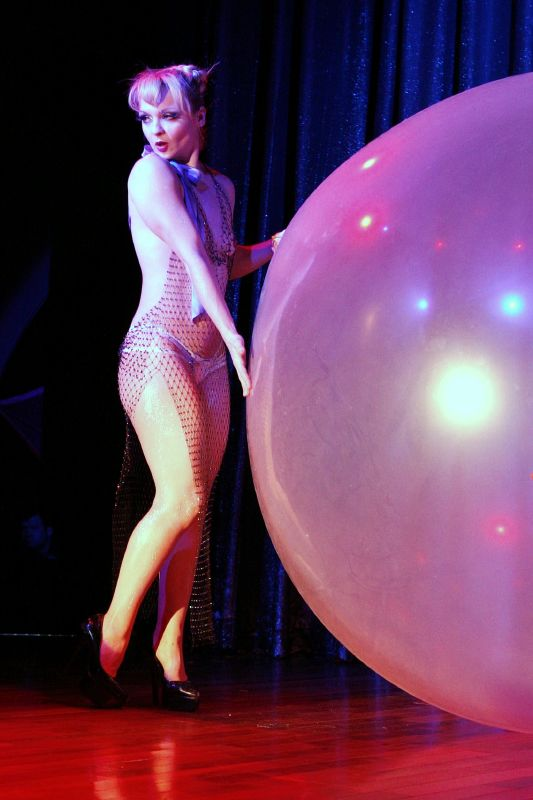
رقص حباب

رقص حباب (به انگلیسی: Bubble dance) ، مبتکر رقص حباب بازیگر مشهور آمریکایی دهه ۳۰ میلادی سالی رند است . اولین رقص حباب در فیلم روتوسکوپی رویای هالیوود (۱۹۴۱) توسط سالی راند اجرا شد .  سالی رند با یک توپ بزرگ حبابی شکل به صورت برهنه وارد صحنه شد و رقص حباب را اجرا کرد  و ناگهان توپ با شلیگ گلوله ترکید  و رقص به پایان رسید . 